# 昆卡獵龍屬
昆卡獵龍屬（學名：Concavenator）又譯駝背龍，是獸腳亞目鯊齒龍科恐龍的一屬，生存於約1億3000萬年前的白堊紀早期（巴列姆階）。昆卡獵龍是種相當特殊的獸腳類恐龍，臀部前段的兩節特別高，生前可能形成臀部的隆肉，可能具有視覺展示物或調節體溫的功能。昆卡獵龍的前肢尺骨帶有類似羽莖瘤的結構，這代表羽毛可能演化自更原始的獸腳類恐龍。但近年也有其他研究人員質疑這些結構是否屬於羽莖瘤。

## 發現與命名

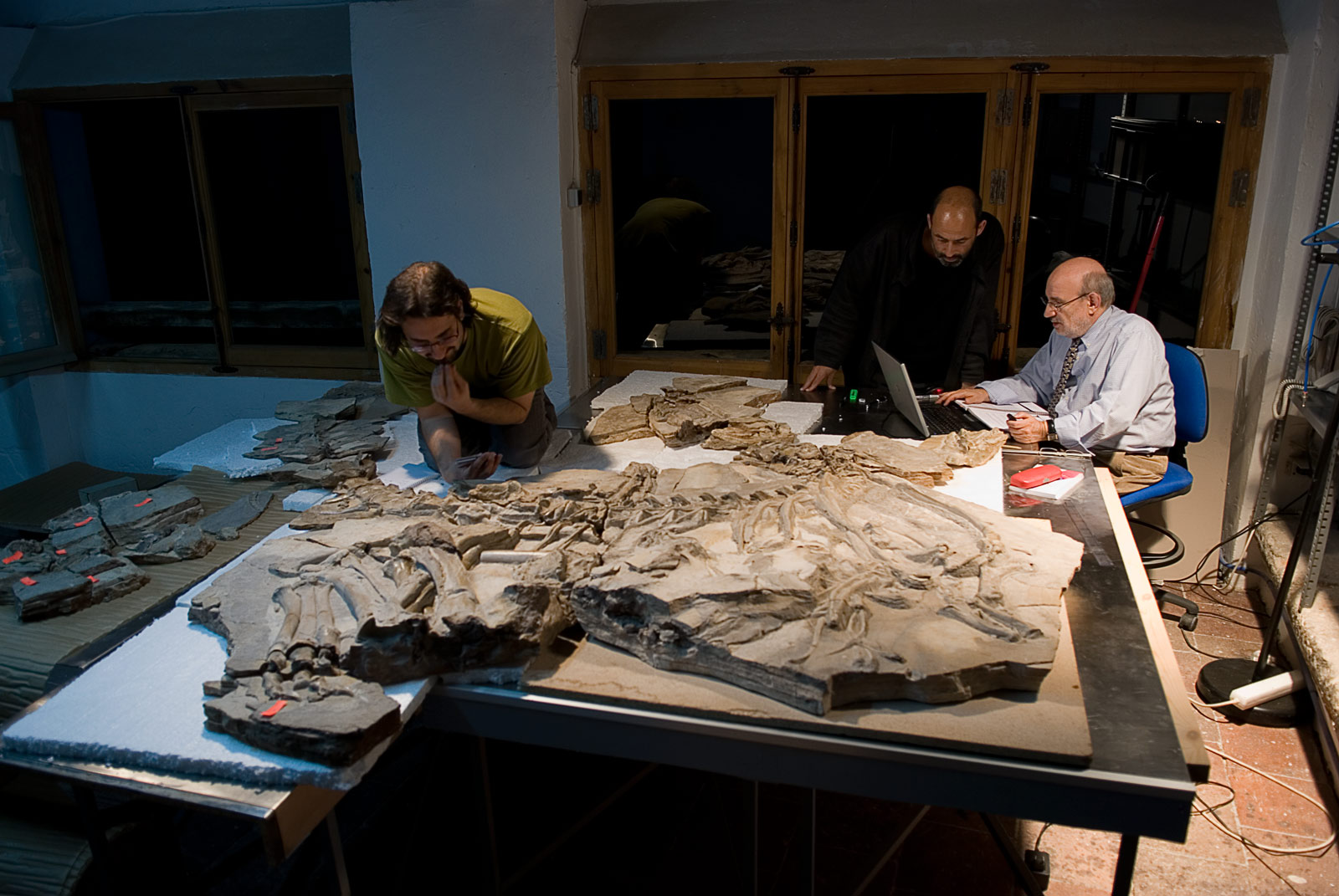
西班牙古生物學家正在處理昆卡獵龍的化石與母岩

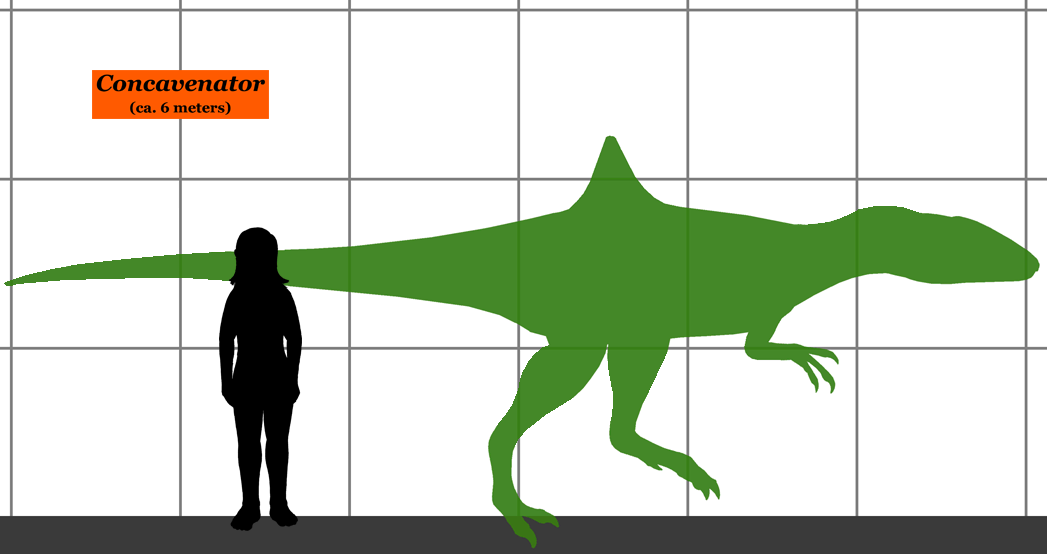
昆卡獵龍與人類的體型比較圖

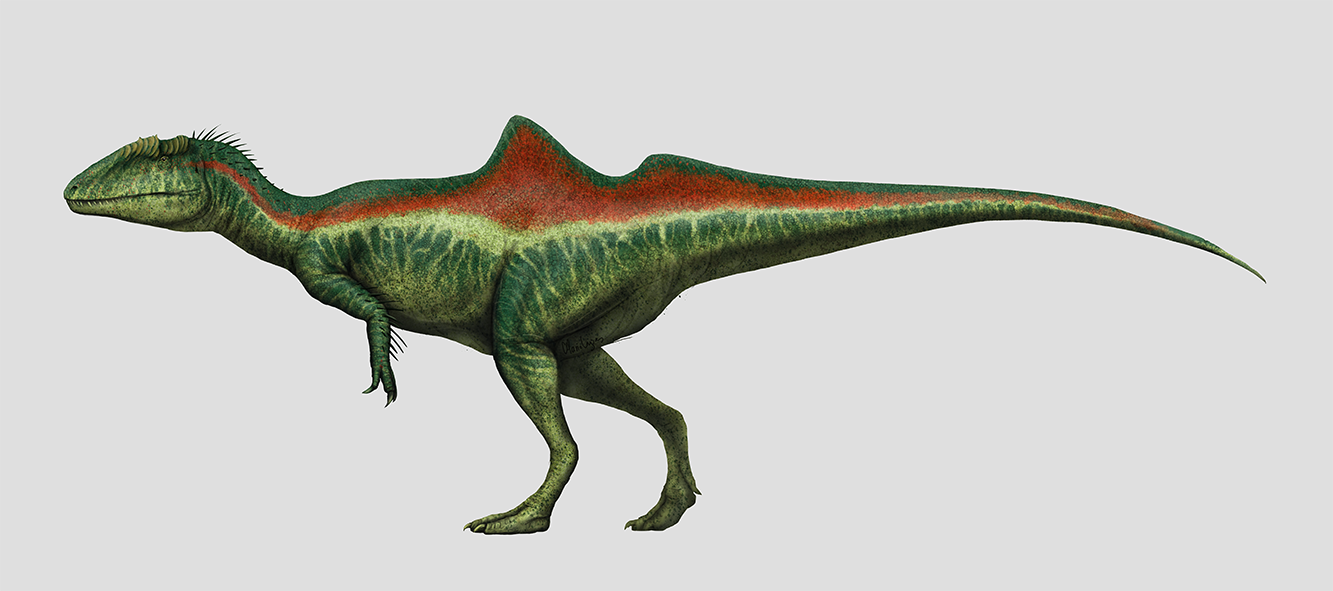
昆卡獵龍的復原圖

其化石發現於西班牙卡斯提亞-拉曼查自治區昆卡省的拉斯奧亞斯（Las Hoyas），由馬德里自治大學、國立遠程教育大學的共同挖掘團隊所發現。在2010年，同一群西班牙古生物學家將這個化石進行正式敘述、命名，模式種是駝背昆卡獵龍（C. corcovatus），屬名意為「昆卡省的獵人」；種名意為「駝背的」。

## 特徵
駝背昆卡獵龍是種中型恐龍，估計成年個體全長5至5.3公尺，是最小型的鯊齒龍科恐龍之一。昆卡獵龍是種原始鯊齒龍科恐龍，但也具有數種獨特特徵。臀部前段的兩節脊椎特別高，而脊椎上方具有高而狹窄的突出部；研究人員推測，這個部位生前可能支撐者隆肉。目前仍不清楚這個臀部隆起部的功能。劍橋大學的古生物學家羅傑·班森（Roger Benson）推測，這個臀部隆起部可能具有視覺辨識物的功能，如同許多恐龍與現代動物的頭部冠飾。而命名昆卡獵龍的西班牙古生物學家們則認為，這個臀部隆起部可能具有體溫調節的功能。
駝背昆卡獵龍的前肢尺骨保存了類似羽莖瘤的結構，而鳥類骨頭上的羽莖瘤可用來固定羽毛，但是昆卡獵龍化石的前肢週圍並沒有羽毛或鱗片的輪廓。不過，身體的其餘部份卻有大量鱗片的輪廓，包括尾巴下側有呈長方形的鱗片、以及腳上的類似鳥類鱗片。

## 羽毛及鱗片
駝背昆卡獵龍的前肢有類似羽莖瘤的結構，其他現代鳥類、有羽毛恐龍也有羽莖瘤的結構，例如著名的伶盜龍。羽莖瘤是由連接至羽囊的韌帶所生成，由於羽囊不會形成鱗片，研究人員排除前肢具有視覺展示用途的長鱗片的可能性。相反地，羽莖瘤的可能連接者結構簡單、空心的長條狀結構物，如同虛骨龍類的帝龍，少數鳥臀目恐龍也有類似的管狀刺毛，例如天宇龍與鸚鵡嘴龍。如果鳥臀目的管狀刺毛與鳥類羽毛是同源演化的結果，異特龍超科駝背昆卡獵龍的長毛可能也是同源演化的結果。但是，果鳥臀目的管狀刺毛與鳥類羽毛沒有演化上的關係，駝背昆卡獵龍的羽莖瘤則顯示羽毛出現更早時期，出現在比虛骨龍類更為原始的物種。研究人員根據昆卡獵龍，而推測羽毛、或類似管狀結構物可能是最早出現於侏羅紀中期的新堅尾龍類演化支。昆卡獵龍的化石前肢週圍沒有發現羽毛痕跡或任何類似結構物，而身體的其他部位則發現鱗片痕跡，例如尾巴下側發現寬廣、矩形的鱗片，腳掌則發現類似鳥類的鱗甲，腳掌底部也有發現鱗片痕跡。

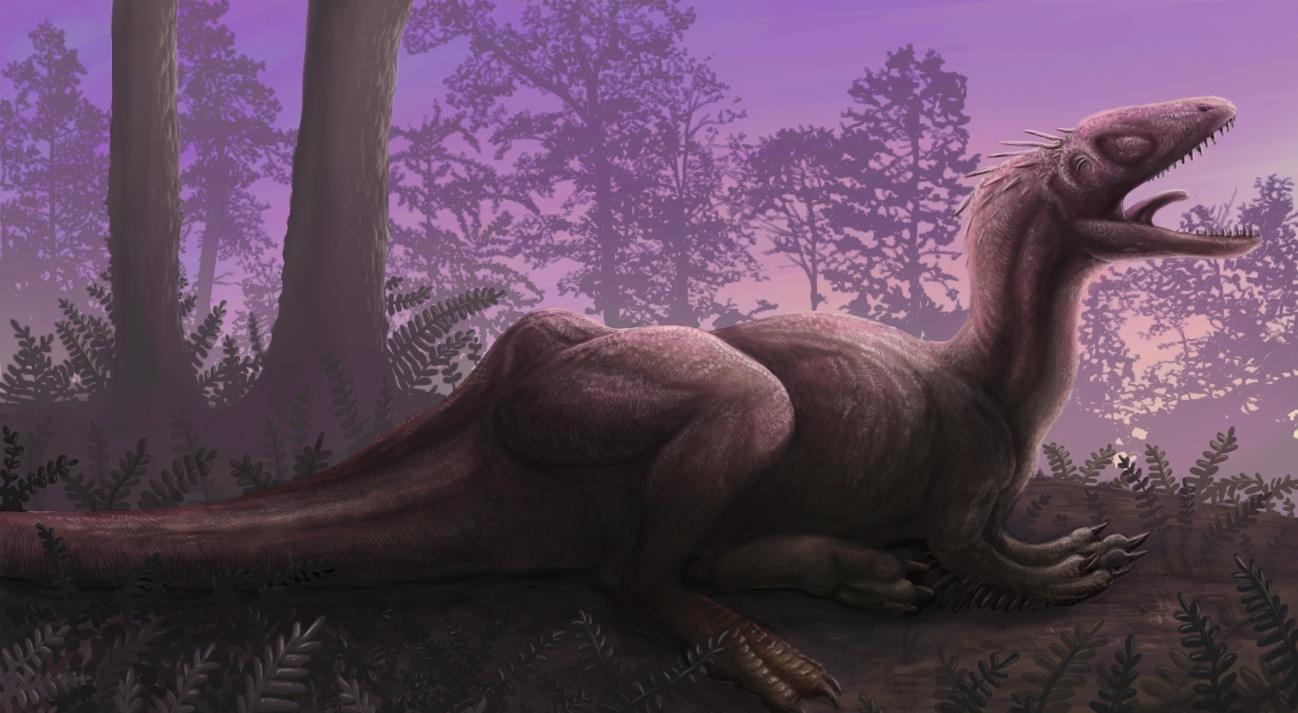
昆卡獵龍使用臀部隆肉調節體溫的想像圖

某些研究人員抱持懷疑論，質疑昆卡獵龍尺骨的小型隆起是否是羽莖瘤，但目前還沒有公佈詳細的重新研究。古生物學家德恩·奈許（Darren Naish）在著名的科普網站Tetrapod Zoology （页面存档备份，存于）提出質疑，認為這些小型隆起的間隔相當寬、而且不規則，與現代鳥類的羽莖瘤相比顯得不尋常。奈許同時也指出，許多現代動物也具有類似的小型隆起，以充當肌肉、肌腱的附著處。